# Фемицид
Фемицид (женоубийство), обратно на андроцид (мъжеубийство), е вид престъпление от омраза, най-общо определяно като „преднамерено убийство на лица от женски пол заради тяхната полова принадлежност“.
То е най-екстремната форма на насилие над жени и момичета. Назоваването ѝ като фемицид е ключово за борбата с нея.

## България
Официална статистика за броя на жертвите на домашно насилие в България не съществува.
Съдебни процеси за много от делата са в ход и информацията е предадена по описания в медиите, без да са доказани извършителите на престъпленията.